# Jaderná elektrárna Winfrith
Jaderná elektrárna Winfrith byla jaderná elektrárna v hrabství Dorset v jihozápadní Anglii ve Spojeném království. Toto zařízení sloužilo zejména k testování různých koncepcí nových jaderných reaktorů.

## Historie a technické informace
Jaderná elektrárna Winfrith měla jeden varný reaktor moderovaný těžkou vodou (steam-generating heavy water reactor - SGHWR). Jako palivo používal lehce obohacený uran 235.
Elektrárna byla vyřazena z provozu v roce 1990.
Stručný přehled některých experimentálních reaktorů:
- DIMPLE (Deuterium Moderated Pile of Low Energy) – postaven 1954 v Harwellu, do Winfrith přesunut 1962.
- ZENITH Zero Energy High Temperature Reactor) – postaven 1959.
- NESTOR(Neutron Source Thermal Reactor) – postaven 1961.
- ZEBRA (Zero Energy Breeder Reactor Assembly) – postaven 1962.
- HECTOR (Hot Enriched Carbon-moderated Thermal Oscillator Reactor) – postaven 1963.
- JUNO – postaven 1964, sesterský reaktor k DIMPLE[3]
- „Dračí reaktor“ (Dragon reactor) – postaven 1964, provozován do 1976.

- viz externí odkazy

Provozovatel: United Kingdom Atomic Energy Authority (UKAEA) → Nuclear Decommissioning Authority (NDA)
Design: UKAEA

## Informace o reaktorech
| Reaktor                           | Typ reaktoru                          | Výkon [MW] | Výkon [MW]  | Výkon [MW] | Zahájení stavby | Uvedení do provozu | Připojení k síti | Provoz        | Uzavření      |
| Reaktor                           | Typ reaktoru                          | Tepelný    | Instalovaný | Čistý      | Zahájení stavby | Uvedení do provozu | Připojení k síti | Provoz        | Uzavření      |
| --------------------------------- | ------------------------------------- | ---------- | ----------- | ---------- | --------------- | ------------------ | ---------------- | ------------- | ------------- |
| Winfrith Reactor (Winfrith SGHWR) | varný reaktor/moderovaný těžkou vodou | 318        | 100         | 92         | 1. března 1963  | 1. září 1967       | 1. prosince 1967 | 1. ledna 1968 | 11. září 1990 |